# Glenea erythrodera
Glenea erythrodera é uma espécie de escaravelho da família Cerambycidae.  Foi descrito por Charles Joseph Gahan em 1907.  É conhecida a sua existência na Sumatra.